# چارلز هوگ
چارلز هوگ (انگلیسی: Charles Hough Jr.؛ زادهٔ ۳ مهٔ ۱۹۲۴) سوارکار اهل ایالات متحده آمریکا است.